# Triumph Dolomite
Triumph Dolomite är en personbil, tillverkad av den brittiska biltillverkaren Triumph mellan 1972 och 1980.

## Bakgrund
Triumphs lilla framhjulsdrivna 1300-modell hade skapat sig en egen nisch på den brittiska bilmarknaden som en lyxig och körglad småbil. Triumph strävade efter att utveckla detta genom snyggare design och bättre prestanda. Det första målet uppnåddes 1970 med 1500-modellen och medlet för bättre prestanda fanns redan i huset i form av den SOHC-motor som Triumph tillverkade åt SAAB. Genom att kombinera karossen från 1500:n och SAAB-motorn med bakhjulsdriften från Toledon skapades den nya Dolomite.
Dolomite var klar för introduktion i slutet av 1970, men vid den här tiden satt British Leyland fast i långvariga konflikter med sina anställda. På grund av ständigt återkommande strejker kunde inte Triumph bygga upp sina lager för att möta den förväntade efterfrågan på den nya modellen och introduktionen fick skjutas upp till slutet av 1971.
I och med introduktionen av Dolomite hade Triumph inte mindre än tre modeller som delade samma kaross och grundteknik:
- Toledo: bakhjulsdriven, med litet bagageutrymme.
- 1500: framhjulsdriven, med utbyggt bagageutrymme.
- Dolomite: bakhjulsdriven, med utbyggt bagageutrymme.

1976 hade British Leyland rensat i modellfloran och endast Dolomite återstod, fast med fler motoralternativ.
Dolomite blev den sista ”riktiga” Triumph-bilen. När modellen lades ned 1980 efterträddes den av den Honda Civic-baserade Acclaim.

## Dolomite
Den nya Dolomite delade kaross med den framhjulsdrivna 1500:n, men för att särskilja den exklusivare vagnen hade den bland annat vinylklädda bakre takstolpar och svartlackerat akterparti. Interiören var lyxig med mycket trä och tjocka mattor.
Från 1976 kallades modellen Dolomite 1850HL, för att skilja den från sina mindre syskon. Produktionen uppgick till 79 010 exemplar.

## Dolomite Sprint
Sommaren 1973 kom den snabba Dolomite Sprint. Den hade en tvålitersversion av SAAB-motorn, försedd med fyrventilstopp. Alla sexton ventiler styrdes av en enkel överliggande kamaxel. Britterna gör gällande att detta är världens första serietillverkade flerventilsmotor. För att skilja Sprinten från de enklare modellerna hade den aluminiumfälgar och helt vinyltak.
Tidiga Sprint-motorer hade en kraftigare vevaxel än standardmotorn, men från 1974 tvingades man av ekonomiska skäl att använda standardkomponenter. Den enklare vevaxeln klarade inte av den högre effekten och Triumph drabbades åter av de tillförlitlighetsproblem som plågade Stag-modellen. Dessa dåliga rykten bidrog i hög grad till Triumph-märkets död.
Produktionen uppgick till 22 941 exemplar.

## 1500 TC
I oktober 1973 upphörde tillverkningen av den framhjulsdrivna 1500:n. I dess ställe kom 1500 TC, en Dolomite i allt utom namnet. Bilen hade en tvåförgasarmotor från Spitfire. Produktionen uppgick till 25 549 st 1500 TC.
Från 1976 kallades modellen Dolomite 1500HL.

## Dolomite 1300/1500
I slutet av 1975 ersattes Toledon av Dolomite 1300 och 1500. Därmed hade Triumphs vildvuxna modellflora av mellanklassbilar reducerats till en enda grundmodell. Dessa billigare varianter fick behålla Toledons enklare front. 1300:n hade även Toledons motor, medan 1500:n hade den större tvåförgasarmotorn från 1500 TC.
Produktionen uppgick till 32 031 st 1300 och 70 021 st 1500/1500HL.

## Motor
Triumph hade tillsammans med konsultfirman Ricardo konstruerat en modern radfyra åt SAAB till den nya 99:an. Motorn var byggd för att monteras i 45° vinkel i motorrummet. SAAB hade exklusiv tillgång till motorn den första tiden, men efter några år var det fritt fram för Triumph att använda motorn i Dolomite-modellen.
De mindre motorer som tillkom varefter Dolomite-familjen växte, var den gamla stötstångsfyra som använts i föregångarna.
| Modell   | Motor                   | Cylindervolym | Effekt | Bränslesystem       |
| -------- | ----------------------- | ------------- | ------ | ------------------- |
| Dolomite | 4-cyl radmotor SOHC     | 1854 cm³      | 91 hk  | Dubbla SU förgasare |
| Sprint   | 4-cyl radmotor SOHC 16v | 1998 cm³      | 127 hk | Dubbla SU förgasare |
| 1300     | 4-cyl radmotor ohv      | 1296 cm³      | 58 hk  | Enkel SU förgasare  |
| 1500     | 4-cyl radmotor ohv      | 1493 cm³      | 71 hk  | Dubbla SU förgasare |